# Diegten
Diegten é uma comuna da Suíça, no Cantão Basileia-Campo. Em 2017 possuía 1.656 habitantes. Estende-se por uma área de 9,64 km², de densidade populacional de 171,8 hab/km². Confina com as comunas de Bennwil, Eptingen, Hölstein, Känerkinden, Läufelfingen, Tenniken, Wittinsburg. 
A língua oficial nesta comuna é a língua alemã.

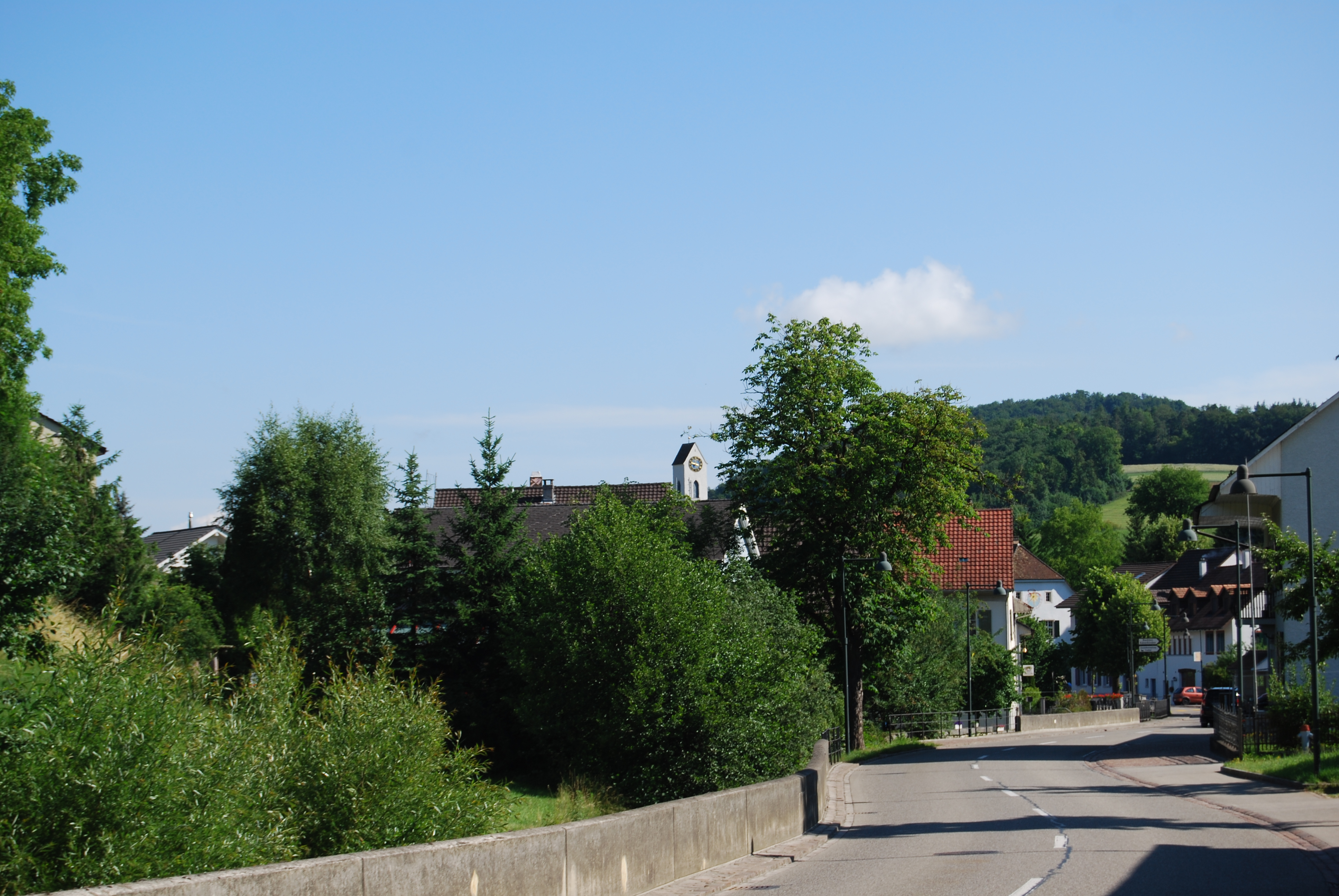
Diegten